# 베토벤의 피아노를 위한 바가텔
베토벤의 피아노를 위한 바가텔은 루트비히 판 베토벤이 피아노를 위해 작곡한 가벼운 피아노 소곡들을 가리킨다.

## 개요
바가텔은 사소한 것, 하찮은 것, 잡다한 것 등의 의미를 담고 있다. 평생동안 루트비히 판 베토벤은 Kleinigkeit (독일어, "클라이니히카이트")라고 부르는 가벼운 피아노 소곡을 작곡했으며, 이는 일반적으로 bagatelle (프랑스어, "바가텔")로 번역되었다. 일부는 주기적으로 수집되었고, 다른 일부는 평생 동안, 또는 사후에 별도로 출판되었다.
바가텔이라는 용어는 그렇게 명명된 작품(루트비히 판 베토벤의 작품)의 제목에 반드시 언급되지는 않는다.
음악학자이자 작곡가인 하워드 퍼거슨(1908–99)의 Associated Board of the Royal Schools of Music (ABRSM) ("음대연합회")를 위한 바가텔 1986년 판에는 작품 번호 33/119/126과 함께, 작품 번호가 없는 여섯 개의 피아노 곡(WoO 52/53/54/56/59/60)이 포함되어 있다. 특정 제목은 없으며, 다른 출처에서는 개별 작품을 "바가텔", 또는 지시 용어( "프레스토", "알레그레토" 등)로서 설명한다.
영국의 피아니스트인 스티븐 오스본은 2012년에 히페리온 레코드를 통해 Beethoven: Bagatelles (“베토벤: 바가텔”)을 발표했다. 해당 앨범에는 작품 번호 33/119/126과 함께, 작품 번호가 없는 WoO 52/56/59/60/61/61a가 수록되었다. WoO 61, WoO 61a 등은 바가텔로 지정되어 있지는 않지만, 피아니스트들에 의해 종종 연주되며 마치 바가텔처럼 취급되고 있다.

## 작곡 연대순에 따른 목록

### 바가텔(프레스토) 다단조, WoO 52
작곡 날짜: 1796-8년; 연주 소요시간: 약 4분; 출판: 사후 1888년 빈 브라이코프 운트 하르텔 사; 무료 악보
오늘날, 프레스토라는 지시 용어가 별칭으로서 붙여진 이 작품은, 실제로 정말 스케르초이고 자연스럽게 트리오가 특징이다. 음악의 성격은 베토벤이 궁극적으로 피아노 소나타 5번에서 사용하기로 결정한 프레스티시모 피날레와 매우 유사하다. 스케르초의 주요 부분의 음악은 베토벤의 독특한 특징을 갖고 있는 반면, 트리오의 분위기는 보다 서정적인 태도와 상당히 효과적인 것으로 대조된다.
이 작품을 피아노 소나타 5번의 새로운 피날레로 대체한 후, 그는 1798년과 1822년에 다시 그것을 수정했다. 그는 여전히 출판을 추구하지는 않았지만, 그것이 가치있는 작품이라고 느꼈다. 일부 음악학자들은 프레스토의 피아노곡 쓰기의 대부분이 베토벤의 보다 성숙한 스타일을 돋보이게 한다고 지적했다. 전반적으로 이 작품은 베토벤의 발전의 진화 과정의 작은 부분이었던 견고한 초기 노력으로 간주되어야 한다.
이 작품은 1888년 브라이코프 운트 하르텔 출판사가 출판한 "베토벤 전집판" [GA]을 통해, 알레그레토 다장조, WoO 56과 함께 Zwei Bagatellen fur Clavier ("피아노를 위한 두 개의 바가텔")이라는 제목으로 출판되었다.

### 바가텔(알레그레토) 다단조, WoO 53
작곡 날짜: 1796-97년; 연주 소요시간: 약 4분; 출판: 사후 1888년 라이프치히 브라이코프 운트 하르텔 사; 무료 악보
이 작품은 베토벤의 피아노 소나타 5번(또한, 세 개의 소나타로 구성된 작품 번호 10 세트의 첫 번째 소나타이기도 하다)의 마지막 악장을 쓴 노트에서 발견되었다. 아마도 작품 번호 10 세트의 악장 중 하나로 계획되었으리라 여겨진다. 이 작품은 1988년에 라이프치히 브라이코프의 브라이코프 운트 하르텔 출판사가 "루트비히 판 베토벤의 작품: 완전하고 비판적으로 검토되고 보편적으로 승인된 판"의 보충판인 "베토벤 대전집" [GA]을 출판할 때까지 공개되지 않았다.

### 바가텔(루스티히-트라우리히) 다장조, WoO 54
작곡 날짜: ?1802년; 연주 소요시간 : 약 1분; 출판 : 사후; 무료 악보
의심할 여지없이 그의 학생들을 위해 작곡된 이 바가텔은 두 개의 3/8 섹션 (C 장조 및 단조)으로 구성되어 있으며, 이 악곡의 지시 용어인 Lustig-Traurig (루스티히-트라우리히/즐겁고-슬프게)가 별칭으로 붙여졌다. 루스티히는 두 번 반복되는 여덟 개의 소절로 구성되며 두 번째 소절은 지배적인 사장조에서 시작된다. 끝은 시작의 반전이다. 트라우리히에서 "슬픔"의 느낌은 단조 모드에 의해 다소 표면적으로 가져 왔지만, 세 번째 마디의 통렬한 내림가장조에서도 나타난다. 루스티히와 달리 트라우리히의 첫 번째 악절은 설득력 있게 딸림음으로 진화하고, 두 번째 부분은 시작으로 돌아와 반올림 된다. 한 음으로 마치지 않기 위해 베토벤은 루스티히의 다장조 에피소드로 되돌아간다.

### 일곱 개의 바가텔 (바가텔 1-7번), Op. 33
작곡 날짜: 1802년; 연주 소요시간 : 약 20분; 출판: 1803년 빈 예술과 산업 상점 사; 무료 악보

### 바가텔(알레그레토) 다장조, WoO 56
작곡 날짜: 1803년, 또는 1804년; 연주 소요시간: 약 2분; 출판: 사후 1888년 라이프치히 브라이코프 운트 하르텔 사; 무료 악보
베토벤은 이 작품의 작곡 후, 출판을 염두에 두고 1822년에 수정을 했다. 그러나 그는 일생 동안 출판된 작품을 보지 못했다. 이 작품은 1888년 라이프치히의 브라이코프 운트 하르텔 사가 출판한 "베토벤 대전집" [GA]을 통해, 프레스토 다단조 WoO 52와 함께  Zwei Bagatellen fur Clavier ("피아노를 위한 두 개의 바가텔")이라는 제목으로 출판되었다.

### 엘리제를 위하여가단조 (바가텔 25번), WoO 59
작곡 날짜: 1810년; 연주 소요시간: 약 3분; 출판: 사후 1865년; 무료 악보

### 바가텔(지밀히 레바프트) 내림나장조, WoO 60
작곡 날짜: 1818년; 연주 소요시간: 약 1분; 출판: 1824년 베를린 일반음악신문; 무료 악보
이 작품은 1818년 여름 빈 근교 도시인 뫼들링에서 베토벤이 회복기를 갖는 동안 하머클라비아 소나타와 함께 쓰여진 피아노곡이다. 원래 제목은 Klavierstück (클라비어스튀크/피아노곡)이며, 오늘날에는 이 악곡의 지시 용어인 ziemlich lebhaft (지밀히 레바프트/매우 활기차게)가 별칭으로 사용된다.
악보의 초판은 1824년 12월 8일에 베를린 일반음악신문을 통해 간행되었으며, "1818년 8월 14일 오후, 요청에 의해 작곡된 것"으로 소개되었다. 헌정자의 이름은 없지만 베토벤의 첫 전기 작가 중 한 명인 아돌프 베른하르트 마르크스에 따르면 폴란드 피아니스트 마리아 시마노브스카로 여겨진다. 두 번째 판은 1825년 런던의 하모니콘에서 "식탁에서 즉흥으로 쓴 작품"이라는 제목으로 등장했다. 작곡가가 사망하고 나서 1840년경 독일 출판사인 하인리히 슐레징어는 다른 제목인 "루트비히 판 베토벤의 마지막 음악적 생각"으로 출판했다.
로맹 롤랑은 이 작품에 관해 이렇게 말했다:
"이 참회록은 가장 미묘한 것이라고 생각합니다. 가장 주목할 만한 것은 그의 조화로운 작곡법의 고결함입니다. […] 이것은 의심과 신뢰 사이에서 떠도는 애매모호하고 연약하고 혼란스런 느낌이 있는 일기의 한 페이지입니다. 감정이 너무 불안정해서 악절이 진행되는 동안 변합니다. 그러나 이러한 변화는 항상 극도의 섬세함으로 이루어집니다. 그것들은 피부 아래를 지나가는 감정의 파도-발적, 창백함-처럼 보입니다."

### 열한 개의 새로운 바가텔 (바가텔 8-18번), Op. 119
작곡 날짜: 1800-2년 및 1820–2년 경; 연주 소요시간 : 약 15분; 출판: 1824년 베를린 일반음악신문; 무료 악보

### 여섯 개의 바가텔 (바가텔 19-24번), Op. 126
작곡 날짜: 1823-4년; 연주 소요시간: 약 20분; 출판: 1825년 쇼트 사; 무료 악보

## 바가텔 번호에 따른 구분표
바가텔 번호는 "일곱 개의 바가텔", "열한 개의 새로운 바가텔", "여섯 개의 바가텔"의 개별 작품들과 "엘리제를 위하여"에만 주어져 있다.
| 제목, (조성), 카탈로그 번호, 바가텔 번호 | 제목, (조성), 카탈로그 번호, 바가텔 번호 | 제목, (조성), 카탈로그 번호, 바가텔 번호 | 제목, (조성), 카탈로그 번호, 바가텔 번호 | 제목, (조성), 카탈로그 번호, 바가텔 번호 | 제목, (조성), 카탈로그 번호, 바가텔 번호 |
| ---------------------------------------- | ---------------------------------------- | ---------------------------------------- | ---------------------------------------- | ---------------------------------------- | ---------------------------------------- |
| 일곱 개의 바가텔                         | 작품 번호 33/1                           | 바가텔 1번                               | 열한 개의 새로운 바가텔                  | 작품 번호 119/9                          | 바가텔 16번                              |
| 일곱 개의 바가텔                         | 작품 번호 33/2                           | 바가텔 2번                               | 열한 개의 새로운 바가텔                  | 작품 번호 119/10                         | 바가텔 17번                              |
| 일곱 개의 바가텔                         | 작품 번호 33/3                           | 바가텔 3번                               | 열한 개의 새로운 바가텔                  | 작품 번호 119/11                         | 바가텔 18번                              |
| 일곱 개의 바가텔                         | 작품 번호 33/4                           | 바가텔 4번                               | 여섯 개의 바가텔                         | 작품 번호 126/1                          | 바가텔 19번                              |
| 일곱 개의 바가텔                         | 작품 번호 33/5                           | 바가텔 5번                               | 여섯 개의 바가텔                         | 작품 번호 126/2                          | 바가텔 20번                              |
| 일곱 개의 바가텔                         | 작품 번호 33/6                           | 바가텔 6번                               | 여섯 개의 바가텔                         | 작품 번호 126/3                          | 바가텔 21번                              |
| 일곱 개의 바가텔                         | 작품 번호 33/7                           | 바가텔 7번                               | 여섯 개의 바가텔                         | 작품 번호 126/4                          | 바가텔 22번                              |
| 열한 개의 새로운 바가텔                  | 작품 번호 119/1                          | 바가텔 8번                               | 여섯 개의 바가텔                         | 작품 번호 126/5                          | 바가텔 23번                              |
| 열한 개의 새로운 바가텔                  | 작품 번호 119/2                          | 바가텔 9번                               | 여섯 개의 바가텔                         | 작품 번호 126/6                          | 바가텔 24번                              |
| 열한 개의 새로운 바가텔                  | 작품 번호 119/3                          | 바가텔 10번                              | 엘리제를 위하여 가단조                   | WoO 59                                   | 바가텔 25번                              |
| 열한 개의 새로운 바가텔                  | 작품 번호 119/4                          | 바가텔 11번                              | 프레스토 다단조                          | WoO 52                                   | -                                        |
| 열한 개의 새로운 바가텔                  | 작품 번호 119/5                          | 바가텔 12번                              | 알레그레토 다단조                        | WoO 53                                   | -                                        |
| 열한 개의 새로운 바가텔                  | 작품 번호 119/6                          | 바가텔 13번                              | 루스티히-트라우리히 다장조               | WoO 54                                   | -                                        |
| 열한 개의 새로운 바가텔                  | 작품 번호 119/7                          | 바가텔 14번                              | 알레그레토 다장조                        | WoO 56                                   | -                                        |
| 열한 개의 새로운 바가텔                  | 작품 번호 119/8                          | 바가텔 15번                              | 지밀히 레바프트 내림나장조               | WoO 60                                   | -                                        |

## 난이도에 따른 구분표
헨레 출판사는 베토벤의 피아노 소나타와 바가텔에 대하여 1–3(쉬움), 4–6(중간), 7–9(어려움)의 세 그룹으로 나누어 9단계의 난이도로서 설정했다. 일부 베토벤의 바가텔은 쉬운 난이도의 베토벤 피아노 소나타에 필적한다.
| 난이도 | 난이도   | 제목, (조성), 카탈로그 번호, (바가텔 번호) |
| ------ | -------- | --- |
| 쉬움   | 레벨 2/3 | - 열한 개의 새로운 바가텔, 작품 번호 119/10, 바가텔 18번 - 루스티히-트라우리히 다장조, WoO 54 |
| 쉬움   | 레벨 3   | - 엘리제를 위하여 가단조, WoO 59 |
| 중간   | 레벨 3/4 | - 일곱 개의 바가텔, 작품 번호 33/3, 바가텔 3번 - 열한 개의 새로운 바가텔, 작품 번호 119/1, 바가텔 8번 - 알레그레토 다장조, WoO 56 - 지밀히 레바프트 내림나장조, WoO 60 |
| 중간   | 레벨 4   | - 일곱 개의 바가텔, 작품 번호 33/6, 바가텔 6번 - 열한 개의 새로운 바가텔, 작품 번호 119/3, 바가텔 10번 - 열한 개의 새로운 바가텔, 작품 번호 119/4, 바가텔 11번 - 열한 개의 새로운 바가텔, 작품 번호 119/8, 바가텔 15번 - 열한 개의 새로운 바가텔, 작품 번호 119/9, 바가텔 16번 - 열한 개의 새로운 바가텔, 작품 번호 119/11, 바가텔 18번 - 알레그레토 다단조, WoO 53 |
| 중간   | 레벨 4/5 | - 일곱 개의 바가텔, 작품 번호 33/4, 바가텔 4번 - 열한 개의 새로운 바가텔, 작품 번호 119/2, 바가텔 9번 |
| 중간   | 레벨 5   | - 열한 개의 새로운 바가텔, 작품 번호 119/5, 바가텔 12번 - 여섯 개의 바가텔, 작품 번호 126/5, 바가텔 23번 |
| 중간   | 레벨 5/6 | - 일곱 개의 바가텔, 작품 번호 33/1, 바가텔 1번 - 일곱 개의 바가텔, 작품 번호 33/2, 바가텔 2번 - 열한 개의 새로운 바가텔, 작품 번호 119/6, 바가텔 13번 - 여섯 개의 바가텔, 작품 번호 126/1, 바가텔 19번 - 여섯 개의 바가텔, 작품 번호 126/3, 바가텔 21번 |
| 중간   | 레벨 6   | - 일곱 개의 바가텔, 작품 번호 33/7, 바가텔 7번 - 열한 개의 새로운 바가텔, 작품 번호 119/7, 바가텔 14번 - 여섯 개의 바가텔, 작품 번호 126/2, 바가텔 20번 - 여섯 개의 바가텔, 작품 번호 126/4, 바가텔 22번 - 여섯 개의 바가텔, 작품 번호 126/6, 바가텔 24번 - 프레스토 다단조, WoO 52                                                                                 |
| 어려움 | 레벨 6/7 | - 일곱 개의 바가텔, 작품 번호 33/5, 바가텔 5번 |

## 바가텔처럼 취급되는 작품들

### 알레그레토 나단조, WoO 61
작곡 날짜: 1821년 2월 18일; 연주 소요시간: 약 3분; 출판: 사후; 무료 악보

### 알레그레토 콰시 안단테 사단조,WoO 61a
작곡 날짜: 1825년 9월 27일; 연주 소요시간: 약 30초; 출판: 사후; 무료 악보